# Wade Williams
Wade Andrew Williams, född 24 december 1961 i Tulsa, Oklahoma, är en amerikansk skådespelare. Han spelar kapten Bellick i Prison Break och har gästspelat i Förhäxad.